# Ulrike Helzel
Ulrike Helzel (* in Magdeburg) ist eine deutsche Sängerin (Mezzosopran).

## Leben
Ulrike Helzel stammt aus Magdeburg. Ihre Gesangsausbildung erhielt sie ab 1988 bei Christa Kern-Pöschel an der Hochschule für Musik und Theater „Felix Mendelssohn Bartholdy“ Leipzig. 1990 wurde sie beim Internationalen Antonín-Dvořák-Wettbewerb in Karlovy Vary/Karlsbad mit dem zweiten Preis ausgezeichnet. 1992 war sie Stipendiatin der Richard-Wagner-Stipendienstiftung. Bereits während ihres Studiums sang sie in Halle und Leipzig.
Im Jahr 1993 wurde sie am Opernhaus Halle engagiert. Außerdem trat sie bei den Händel-Festspielen auf. 1995 erhielt sie den Händel-Förderpreis der Stadt Halle. Von 1996 bis 2012 war sie an der Deutschen Oper Berlin tätig. Zu ihren dortigen Partien gehörten: Orpheus in Glucks Orfeo ed Euridice, Cherubino in Mozarts Le nozze di Figaro, Hänsel in Humperdincks Hänsel und Gretel, Octavian in Strauss’ Der Rosenkavalier und Fuchs in Janáček Das schlaue Füchslein. Außerdem sang sie die Maria Maddalena de’ Pazzi im zeitgenössischen Musiktheaterwerk Infinito nero von Salvatore Sciarrino.
2011 debütierte sie an der Wiener Staatsoper, wo sie 2012 Ensemblemitglied wurde. Sie sang dort u. a. als Annina in Strauss’ Der Rosenkavalier, als Wellgunde in Wagners Götterdämmerung, als Elfe in Dvořáks Rusalka, als Jenny in Weills Aufstieg und Fall der Stadt Mahagonny als Marcellina in Mozarts Le nozze di Figaro mit. Außerdem wirkte sie an der Kinderoper Pollicino von Hans Werner Henze mit. Gastauftritte führten sie an die De Nationale Opera in Amsterdam, das Theater Basel, die Komische Oper Berlin, das Théâtre Royal de la Monnaie in Brüssel, die Semperoper Dresden, das Grand Théâtre de Genève, das Opernhaus Graz, die Hamburgische Staatsoper, die Oper Köln, die Oper Leipzig, die Opéra National de Lyon und die Bayerische Staatsoper in München. Darüber hinaus trat sie bei den Dresdner Musikfestspielen und dem Lucerne Festival auf. Von 2006 bis 2012 wurde sie regelmäßig bei den Bayreuther Festspielen verpflichtet. Sie war dort die Wellgunde im Ring sowie der Zweite Knappe und das Blumenmädchen im Parsifal (ab 2008).
Konzertreisen als Konzertsängerin führten sie in die USA und nach Japan, wobei sie u. a. mit den Dirigenten Marek Janowski, Jiří Kout, Helmuth Rilling, Peter Schreier, Christian Thielemann, Marcello Viotti und Lothar Zagrosek zusammenarbeitete. Lieder interpretierte sie u. a. von Brahms, Mussorgski und Zemlinsky.
Helzel wirkte an zahlreichen CD-, Rundfunk- und Fernsehproduktionen mit.